# 157301 Loreena
157301 Loreena è un asteroide della fascia principale. Scoperto nel 2004, presenta un'orbita caratterizzata da un semiasse maggiore pari a 2,6857147 UA e da un'eccentricità di 0,1114367, inclinata di 3,42611° rispetto all'eclittica.